# Parciální diferenciální rovnice

Vizualizace řešení rovnice vedení tepla v trojrozměrné rovině

Parciální diferenciální rovnice je v matematice rovnice obsahující neznámou funkci několika nezávisle proměnných a její parciální derivace dle těchto proměnných. Nejvyšší z řádů parciálních derivací vyskytujících se v rovnici se nazývá řád parciální diferenciální rovnice.
Parciální diferenciální rovnice jsou zobecněním obyčejných diferenciálních rovnic, které obsahují neznámou funkci jedné proměnné a její derivace. Každá obyčejná diferenciální rovnice je současně i parciální diferenciální rovnicí.
Parciální diferenciální rovnice může být používána k popisu jevů, jako jsou zvuk, teplo, elektrostatika, elektrodynamika, proudění tekutin, pružnost, nebo kvantová mechanika. Tyto zdánlivě odlišné fyzikální jevy mohou být formalizovány podobným způsobem, pokud jde o parciální diferenciální rovnice. Stejně jako obyčejné diferenciální rovnice často modelují jednorozměrné dynamické systémy, parciální diferenciální rovnice často modelují multidimenzionální systémy.

## Definice
Parciální diferenciální rovnice je matematická rovnice tvaru:
{\displaystyle F\left(x_{1},\ldots ,x_{n},u,{\frac {\partial }{\partial x_{1}}}u,\ldots ,{\frac {\partial }{\partial x_{n}}}u,{\frac {\partial ^{2}}{\partial x_{1}^{2}}}u,{\frac {\partial ^{2}}{\partial x_{1}\partial x_{2}}}u,\ldots ,{\frac {\partial ^{2}}{\partial x_{n}^{2}}}u,\ldots ,{\frac {\partial ^{k}}{\partial x_{1}^{k}}}u,{\frac {\partial ^{k}}{\partial x_{1}^{(k-1)}\partial x_{2}}}u\ldots ,{\frac {\partial ^{k}}{\partial x_{n}^{k}}}u\right)=0,}
kde {\displaystyle u(x_{1},x_{2},\ldots ,x_{n})} je neznámá funkce n proměnných. Číslo k se nazývá řád parciální diferenciální rovnice.

## Značení
U parciálních derivací se běžně používá značení pomocí indexů. To je:
{\displaystyle u_{x}={\partial u \over \partial x}}
{\displaystyle u_{xx}={\partial ^{2}u \over \partial x^{2}}}
{\displaystyle u_{xy}={\partial ^{2}u \over \partial y\,\partial x}={\partial  \over \partial y}\left({\partial u \over \partial x}\right).}
Speciálně ve fyzice se symbol (∇) často používá k označení prostorové derivace a {\displaystyle {\dot {u}}\,{\ddot {u}}\,} pro časové derivace. Například vlnovou rovnici (popsanou níže) lze zapsat jako:
{\displaystyle {\ddot {u}}=c^{2}\nabla ^{2}u}
nebo
{\displaystyle {\ddot {u}}=c^{2}\Delta u,}
kde Δ je Laplaceův operátor.

## Příklady
Běžné příklady lineárních parciálních diferenciálních rovnic zahrnují rovnici kontinuity, Laplaceovu rovnici, Poissonovu rovnici, rovnici vedení tepla, vlnovou rovnici, Helmholtzovu rovnici, Schrödingerovu rovnici a Kleinovu-Gordonovu rovnici.

### Elementární příklad
Uvažujeme parciální diferenciální rovnici:
{\displaystyle {\frac {\partial }{\partial x}}u(x,y)=0.\,}
Řešením této rovnice jsou zjevně všechny funkce nezávislé na x, proto lze obecné řešení zapsat jako:
{\displaystyle u(x,y)=f(y),\,}
kde f je libovolná funkce o jedné proměnné. Uvedená rovnice je analogií obyčejné diferenciální rovnice:
{\displaystyle {\frac {{\textrm {d}}u(x)}{{\textrm {d}}x}}=0,}
jejímž řešením je libovolná konstanta c (nezávislá na x). Tyto dva příklady ilustrují, že zatímco obecná řešení obyčejných diferenciálních rovnic zahrnují libovolné konstanty, tak řešení parciálních diferenciálních rovnic zahrnují libovolné funkce. Řešení obecně není jednoznačné; další podmínka musí být obecně stanovena na hranici oblasti, kde je řešení definováno. Například, v jednoduchém příkladu výše, funkce {\displaystyle f(y)} může být určena jednoznačně, pokud {\displaystyle u} je specifikováno na ose {\displaystyle x=0}.

### Rovnice vedení tepla
Důležitým příkladem parciální diferenciální rovnice je rovnice vedení tepla, která popisuje šíření tepla v tělesech v závislosti na času. Pro funkci {\displaystyle u(x,y,z,t),} kde {\displaystyle (x,y,z)} vyjadřuje polohu bodu v prostoru a t udává čas, má rovnice vedení tepla tvar:
{\displaystyle {\frac {\partial u}{\partial t}}-\alpha \left({\frac {\partial ^{2}u}{\partial x^{2}}}+{\frac {\partial ^{2}u}{\partial y^{2}}}+{\frac {\partial ^{2}u}{\partial z^{2}}}\right)=0,}
kde {\displaystyle \alpha } je konstanta.

### Vlnová rovnice
Vlnová rovnice je parciální diferenciální rovnice druhého řádu, která se využívá pro popis vlnění (akustického, mechanického, elektromagnetického, atd.).
Obecně jde o typ rovnice, která se dá vyjádřit ve tvaru:
{\displaystyle {\frac {1}{c^{2}}}{\frac {\partial ^{2}z}{\partial t^{2}}}={\frac {\partial ^{2}z}{\partial x_{1}^{2}}}+{\frac {\partial ^{2}z}{\partial x_{2}^{2}}}+...+{\frac {\partial ^{2}z}{\partial x_{n}^{2}}},}
kde c je konstanta.

### Kulové vlny
Kulové (sférické) vlny jsou vlny, jejichž amplituda je závislá na radiální vzdálenosti r od centrálního bodového zdroje. Pro takové vlny má trojrozměrná vlnová rovnice podobu
{\displaystyle u_{tt}=c^{2}\left[u_{rr}+{\frac {2}{r}}u_{r}\right].}
Což je ekvivalentní s
{\displaystyle (ru)_{tt}=c^{2}\left[(ru)_{rr}\right],}
a tím ru splňuje jednorozměrnou vlnovou rovnici. Proto obecné řešení pro sférické vlny má podobu
{\displaystyle u(t,r)={\frac {1}{r}}\left[F(r-ct)+G(r+ct)\right],}
kde {\displaystyle F} a {\displaystyle G} jsou zcela libovolné funkce. Záření z antény odpovídá případu, kde {\displaystyle G} je rovno nule. To znamená, že tvar vlny přenášené z antény nemá žádnou deformaci v čase: zkreslující faktor je pouze {\displaystyle 1/r}. Tato vlastnost nenarušeného šíření vlny není přítomna, pokud existují dvě prostorové dimenze.

### Laplaceova rovnice ve dvou rozměrech
Laplaceova rovnice pro neznámou funkci {\displaystyle \varphi } dvou proměnných má podobu
{\displaystyle \varphi _{xx}+\varphi _{yy}=0.}
Řešení Laplaceovy rovnice se nazývají harmonické funkce.

#### Spojení s holomorfními funkcemi
Řešení Laplaceovy rovnice ve dvou dimenzích je úzce spojené s analytickými funkcemi komplexní proměnné (Holomorfními funkcemi): reálné a imaginární části jakékoliv analytické funkce jsou konjugované harmonické funkce: obě splňují Laplaceovu rovnici a jejich gradienty jsou ortogonální . Jestliže f=u+iv, pak Cauchy-Riemannova rovnice uvádí, že
{\displaystyle u_{x}=v_{y},\quad v_{x}=-u_{y},\,}
a to znamená že
{\displaystyle u_{xx}+u_{yy}=0,\quad v_{xx}+v_{yy}=0.\,}
Naopak, jakákoli harmonická funkce ve dvou rozměrech je reálnou částí analytické funkce, alespoň lokálně. Detaily jsou dány Laplaceovou rovnicí.

### Ginzburgova–Landauova rovnice
Ginzburgova–Landauova rovnice se používá při modelování supravodivosti. Má tvar
{\displaystyle iu_{t}+pu_{xx}+q|u|^{2}u=i\gamma u,}
kde p,q ∈ C a γ ∈ R jsou konstanty a i je imaginární jednotka.

## Numerické metody řešení
Tři nejčastěji používané numerické metody řešení parciálních diferenciálních rovnic jsou metoda konečných prvků, metoda konečných objemů a metoda konečných diferencí. Jiné verze metody konečných prvků zahrnují zobecněné metody konečných prvků, rozšířené metody konečných prvků, spektrální metody konečných prvků, meshfree metody konečných prvků, nespojitou Galerkinovu metodu konečných prvků, atd.

### Metoda konečných prvků
Metoda konečných prvků (FEM) (její praktické použití je často známé jako analýza konečných prvků) je numerická metoda pro zjištění přibližného řešení parciálních diferenciálních rovnic, jakožto i integrálních rovnic. Řešení je založeno buď na odstranění diferenciální rovnice zcela (problémy rovnovážného stavu), nebo na renderování parciální diferenciální rovnice do aproximovaného systému obyčejných diferenciálních rovnic, které jsou následně numericky integrovány s použitím standardních technik, jako je Eulerova metoda, Runge-Kuttova, atd.

### Metoda konečných diferencí
Metody konečných diferencí jsou numerické metody pro aproximaci řešení diferenciálních rovnic, které pomocí konečných diferenčních rovnic aproximují derivace.

### Metoda konečných objemů
Podobně jako u metody konečných diferencí nebo metody konečných prvků jsou hodnoty vypočítány v diskrétních místech síťové geometrie. "Konečný objem" se odkazuje na malý objem obklopující každý bod uzlu na síti. V metodě konečných objemů jsou plošné integrály v parciální diferenciální rovnici, které obsahují divergenci, převedeny na objemové integrály pomocí Gaussovy věty. Tyto termy jsou pak vyhodnocovány jako toky na povrchu každého konečného objemu.